# Retableur

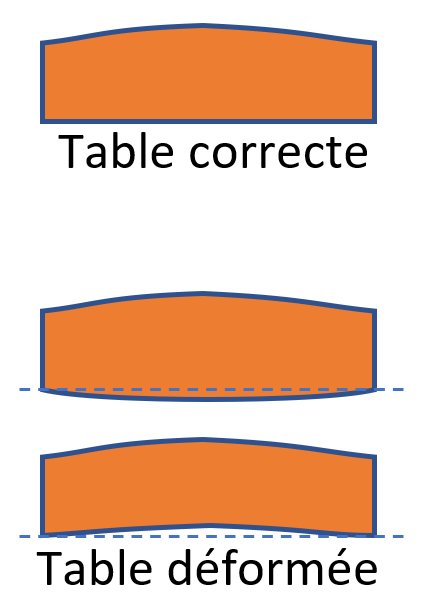
Vues de coupe d'une anche simple à retabler.

Un retableur d'anches est un accessoire portatif, généralement en verre, permettant de retabler la face interne d'une anche simple battante qui est en appui sur la table d'un bec de clarinette ou de saxophone. L'opération de retablage s'avère nécessaire pour donner ou redonner de la planéité à une anche afin qu'elle puisse vibrer correctement. 

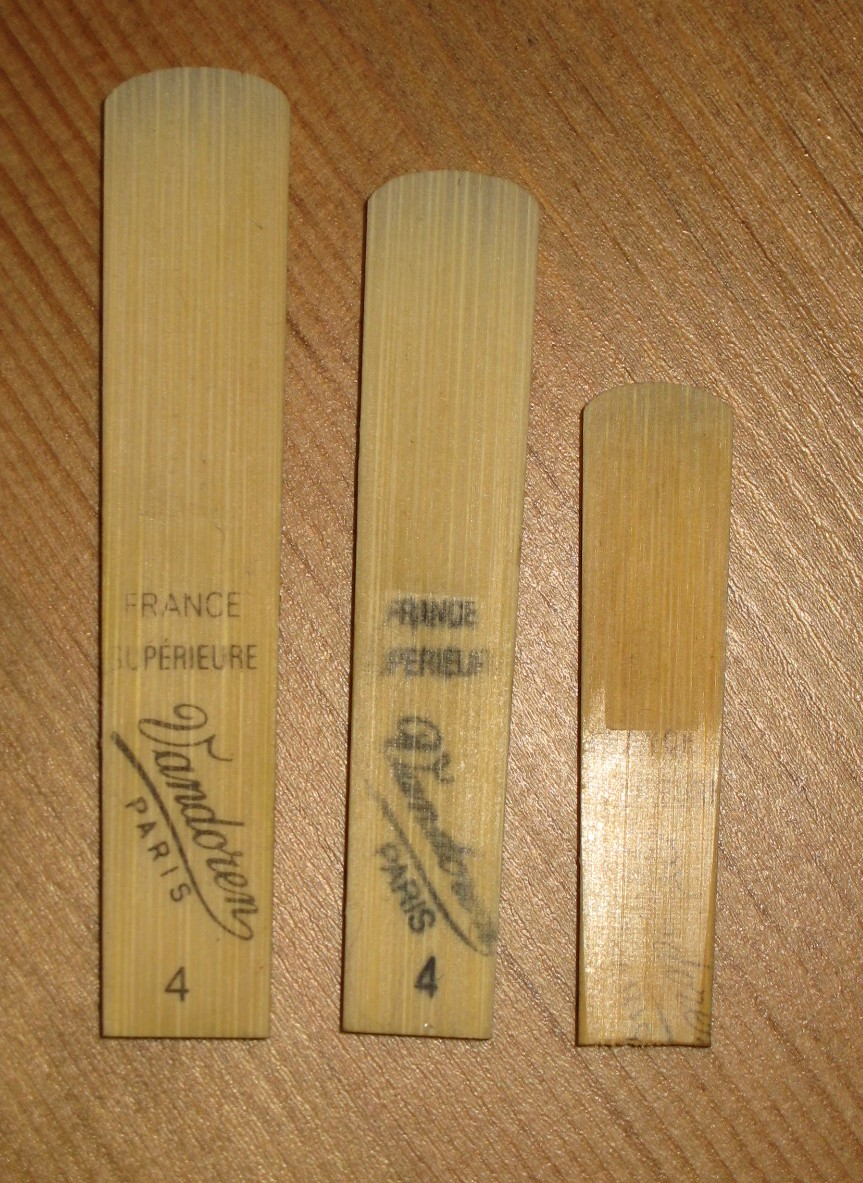
Faces planes de différentes tailles d'anches.

Après avoir été jouée, une anche doit pouvoir sécher correctement à plat afin de garder sa planéité en utilisant par exemple un étui porte-anches nervuré ou doté d'une plaque plane (e.g. verre). Les grandes anches des clarinettes basse, contralto et contrebasse et des saxophones baryton et basse sont plus sujettes au « gondolage » que les petites anches. Le roseau (arundo donax) est un matériau naturel qui est soumis à des tensions internes à chaque cycle d'humidification et de séchage et aux variations hygrométriques qui modifient la structure de l'anche au cours de sa vie.

## Le retablage

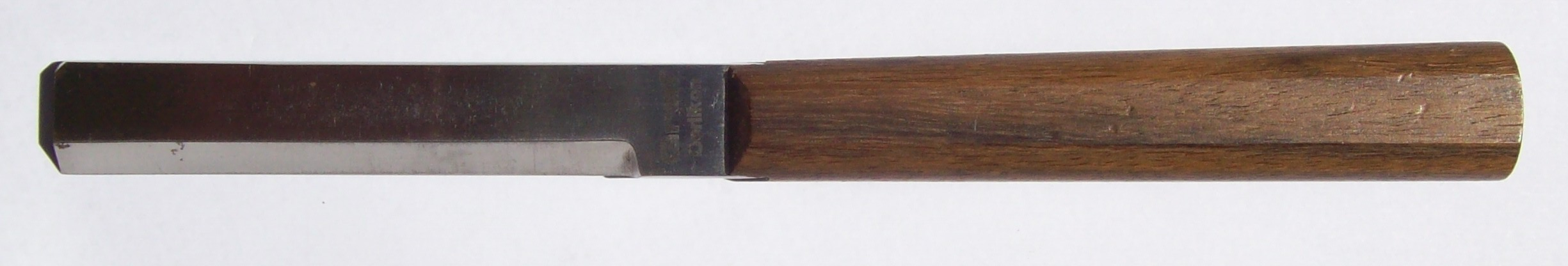
Couteau à gratter les anches.

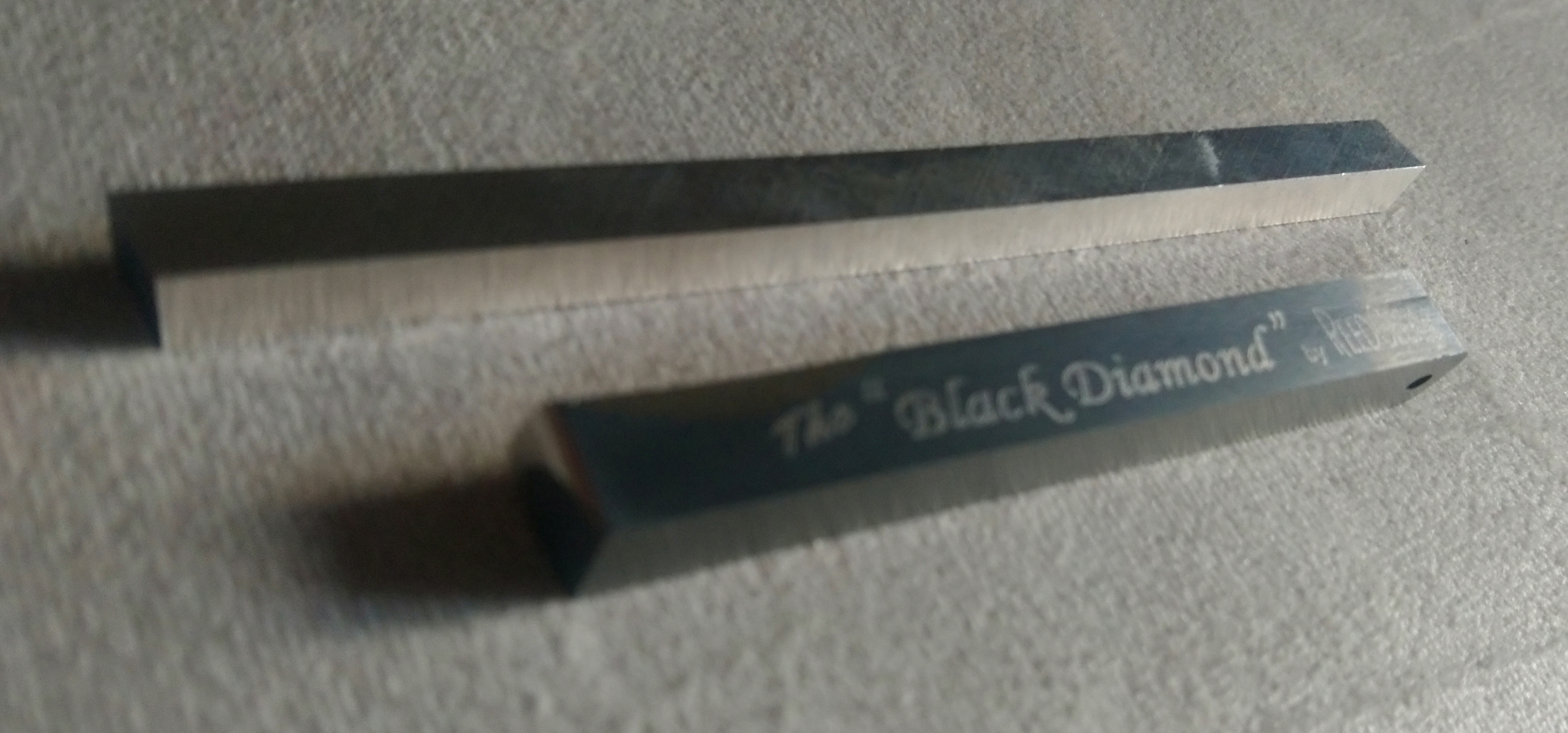
Barreau carré rectifié (outil de tour) et Black Diamond G4 de ReedGeek.

Pour retabler une anche, il suffit d'appuyer ou de frotter la face interne de l'anche sur le retableur ou sur une surface plane comme une petite plaquette de verre, le rebord d'un pupitre, le couvercle du piano... Si l'anche est trop déformée ou gondolée et que l'opération précédente n'est pas suffisante, il faut rectifier la face interne par un ponçage ou un grattage fin et manuel avec un couteau à anche ou un outil dédié (retableur en verre abrasif, prêle, papier de verre grain 600 ou plus, outil de tour de type barreau carré rectifié en acier rapide...).
Le retablage peut également servir à réduire la force d'une anche « trop dure » à jouer par un ponçage ou un grattage très fin dans le sens des fibres en prenant soin de ne pas abîmer la pointe.
Après avoir utilisé un coupe-anches, il peut s'avérer nécessaire de retabler l'anche coupée pour l'affaiblir et l'homogénéiser.

## Fabricants
- Vandoren
- ReedGeek[4]